# Antonín Hajn

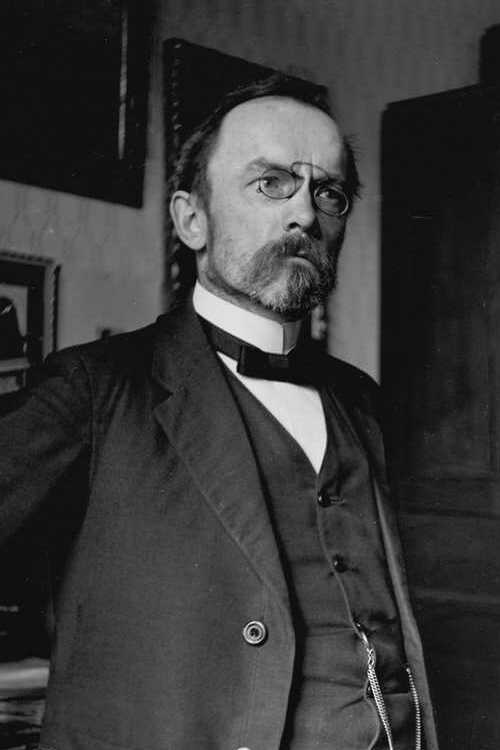
Antonín Hajn

Antonín Hajn (* 24. Juli 1868 in Solnice, Böhmen; † 26. März 1949, Prag) war ein tschechischer Journalist und Politiker.

## Leben
Antonín Hajn, Sohn eines Tischlers, studierte Geschichte an der philosophischen Fakultät der Prager Universität. Später wurde er Journalist. 1893 wurde er inhaftiert und als einer der vier Gründer der Bewegung Omladina v únoru, gemeinsam mit Karel Stanislav Sokol, Josef Škába und Alois Rašín, zu 18 Monaten schweren Kerker verurteilt.
Von 1907 bis 1911 war er als Mitglied der Nationaldemokratischen Partei (Národně demokratická strana) Abgeordneter zum Reichsrat und zum Böhmischen Landtag. Er gehörte Ende des 19. Jahrhunderts der Reformbewegung in Böhmen an. Sein Interesse galt sozialen Fragen. Er war bestrebt, junge Studenten und Arbeiter zusammenzuführen. Nach dem Zerfall der Bewegung, wurde er Mitbegründer und Seele der radikalen Fortschrittsbewegung.
Sein Bruder, Alois Hajn, war Mitglied der fortschrittlichen Jugendbewegung, Publizist, Journalist und Funktionär der Sozialdemokratischen Partei (Sociálně demokratická strana).

## Werke
Von 1889 bis 1892 verlegte er gemeinsam mit Sokol die Studentenzeitschrift Časopis českého studenstva. Nach deren Verbot ging er zu der neu gegründeten Zeitung Neodvislost (Unabhängigkeit). 1908 verlegen beide die Parteizeitung der Staatsrechtlichen Fortschrittlichen Partei Samostatnost (Eigenständigkeit). 1905–1909 redigierte er auch die Zeitschrift Pokroková revue (Fortschrittsrevue).